# Semsey Andor (diplomata)
Semsey Andor (gróf semsei, Semse, 1897. augusztus 20. – Buenos Aires, 1977. június 7. ) magyar diplomata, egyiptomi és argentínai követünk, Semsey Andor mineralógus unokaöccse.

## Élete
Édesapja Semsey László földbirtokos, politikus, édesanyja Dessewffy Karolina (Dessewffy Aurél lánya) volt. Kassára járt gimnáziumba, ahol hadiérettségit tett, majd rögtön jelentkezett katonának. 1915-ben került a keleti hadszíntérre, ahol 1916 őszén súlyos sérüléseket szenvedett egy robbanástól. Felépülése után már nem került vissza a frontra, Bernbe helyezték az Osztrák–Magyar Monarchia követségének katonai attaséja mellé, ahol a háború végéig titkosszolgálati feladatokat látott el. A háború végét követően részben franciás műveltségének, részben családi és baráti kapcsolatainak a felhasználásával Simonyi-Semadam Sándor miniszterelnök jóváhagyásával sokáig eredményesnek tűnő tárgyalásokat folytatott vezető francia körökkel a trianoni határok Magyarország számára kedvezőbb megállapításáról, azonban a megbeszélések minden látszólagos eredményessége ellenére sem lett foganatja a megállapodásnak. A tárgyalások mellett a Sorbonne-ra járt, ahol 1923-ban végzett jogászként.
1923-ban fogalmazógyakornokként kezdte pályafutását a Külügyminisztériumban. 1924-ben a bukaresti követségen, majd 1927-ig a római külképviseleten dolgozott (itt, Rómában született második gyermeke, Tamás). 1927-től 1935-ig Magyarország bécsi követségén szolgált. 1939-ig a külügy politikai osztályán központi szolgálatban volt. 1939. január 7-től Magyarország kairói nagykövetsége vezetője volt ügyvivőként - egyúttal ő volt az első olyan diplomata, aki ténylegesen Kairóban látta el misszióvezetői feladatait. Kairói szolgálata alatt állítólag kétszer is sikertelen merényletet követtek el ellene. Zsuzsanna lánya tífuszos beteg lett Egyiptomban, ezért gyermekeit hazaküldte. 1940 áprilisában felmentették kairói szolgálata alól - egy állítólagos indiszkréció miatt, melynek részletei nem ismeretesek -, és némi huzavona után (kinevezték Argentínába, majd miután odautazása a háborús körülmények miatt meghiúsult, mégis visszaküldték Kairóba, ám végül ismét Buenos Airesbe irányították) Argentínába utazott. A Buenos Aires-i követségen kezdetben követségi titkár volt, majd átvette a misszió vezetését. Már követként érte a Sztójay-kormány kinevezése, ám számos követtársával együtt Semsey sem ismerte el a Sztójayt. Magyarország Argentínának küldött hadüzenetének átadását egyszerűen megtagadta - ami diplomáciai pályafutásának végét jelentette. Ekkoriban több lapnak is nyilatkozott, németellenes álláspontját a dél-amerikai államban respektálták. A követséget a semleges Svédország diplomatáira bízta és kiköltözött onnan.
Dél-Amerikában maradt, lakókocsival beutazta egész Argentínát, majd vállalkozásba kezdett: egy élelmiszer-elosztó központot nyitott, ami azonban csődbe ment. Átkötözött Chilébe, ahol halfeldolgozó üzemet nyitott, ami prosperálónak bizonyult. Idős korára többféle egészségügyi probléma kínozta: romlott a látása, mozgásszervi bajai elhatalmasodtak rajta, hosszas gyógykezelések is csak részleges gyógyulást hoztak. Ő maga 1977-ben hunyt el, egy Buenos Aires-i temetőben nyugszik. Felesége, Károlyi Klára 1993-ban hunyt el.
1925. január 14-én házasodott össze Károlyi Klárával. Gyermekei:
- Zsuzsanna (1925–1992)
- Tamás (1926–)